# Sh2-55
Sh2-55 è una nebulosa a emissione visibile nella costellazione dello Scudo.
Si individua nella parte meridionale della costellazione, circa 1° a est dell'ammasso aperto NGC 6631; si estende per 5 minuti d'arco in direzione di una regione della Via Lattea parzialmente oscurata da dense nubi di polveri. Il periodo più indicato per la sua osservazione nel cielo serale ricade fra giugno e novembre; trovandosi a una declinazione di 11°S, la sua osservazione è leggermente facilitata dall'emisfero australe.
Si tratta di una regione H II situata sul Braccio Scudo-Croce alla distanza di circa 3300 parsec (circa 10750 anni luce), in una regione situata nella Via Lattea interna; la sua distanza e la sua direzione coincidono con quella della grande superbolla nota come Scutum supershell, con la quale potrebbe essere effettivamente legata fisicamente. Secondo il catalogo Avedisova questa nube è associata a una regione di formazione stellare di cui farebbe parte anche una sorgente di onde radio situata alle coordinate galattiche l=20.30; b=-01.14.